# Roeselia dognini
Roeselia dognini är en fjärilsart som beskrevs av Rothschild 1916. Roeselia dognini ingår i släktet Roeselia och familjen trågspinnare. Inga underarter finns listade.